# زاوية سيدي عبد القادر (الزاوية)
زاوية سيدي عبد القادر هو دُوَّار يقع بجماعة زاوية سيدي عبد القادر، إقليم الحسيمة، جهة طنجة تطوان الحسيمة في المملكة المغربية. ينتمي الدوّار لمشيخة الزاوية التي تضم دوارين. يقدر عدد سكانه بـ 997 نسمة حسب الإحصاء الرسمي للسكان والسكنى لسنة 2004.

## روابط خارجية
- البوابة الوطنية للجماعات الترابية نسخة محفوظة 12 مارس 2018 على موقع واي باك مشين.
- المندوبية السامية للتخطيط